# Eusandalum gardneri
Eusandalum gardneri är en stekelart som först beskrevs av Mani och Kaul 1973.  Eusandalum gardneri ingår i släktet Eusandalum och familjen hoppglanssteklar. Inga underarter finns listade i Catalogue of Life.